# Thiodina germaini
Thiodina germaini là một loài nhện trong họ Salticidae.
Loài này thuộc chi Thiodina. Thiodina germaini được Eugène Simon miêu tả năm 1900.